# Sarvtjärnen (Fryksände socken, Värmland, 668074-134780)
Sarvtjärnen är en sjö i Torsby kommun i Värmland och ingår i Göta älvs huvudavrinningsområde.